# Der Leidensweg
Der Leidensweg (russischer Originaltitel Хождение по мукам Choschdenije po mukam) ist eine zwischen 1920 und 1941 erschienene Romantrilogie von Alexei Tolstoi.

## Inhalt

### Erstes Buch.Die Schwestern
Originaltitel: Книга первая – «Сестры» (Kniga perwaja – «Sestry»)
Die aus Samara stammende junge Jurastudentin Dascha Dmitrijewna Bulawina lebt im St. Petersburg der späten Zarenzeit bei ihrer Schwester Jekaterina, „Katja“, und deren Ehemann, dem erfolgreichen Rechtsanwalt Nikolai Iwanowitsch Smokownikow. Das Paar hofft auf ein Ende der Monarchie, Katja sympathisiert sogar heimlich mit den Bolschewiki. Dascha empfindet ihr Dasein zunächst als eintönig, bis sie Interesse für den verschlossenen Dichter Alexej Alexejewitsch Bessonow entwickelt und, um ihm nahe zu sein, auch die sogenannten „Philosophischen Abende“ besucht, bei denen Oppositionelle die Lage Russlands diskutieren. Katja warnt ihre Schwester vor Bessonow, mit dem sie selbst einst geschlafen hat, was ihr aber peinlich ist, da sie den Autor eigentlich verachtet.
Dascha lernt kurz darauf den Ingenieur Iwan Iljitsch Telegin kennen, der sich in sie verliebt. Nachdem Katja ihrem Ehemann, der bereits Verdacht geschöpft hatte, den Seitensprung beichtet, trennen sie sich und Katja reist nach Paris. Dass Nikolai ihr selbst auch untreu war, verschweigt er. Dascha, von den Ereignissen betrübt, konzentriert sich daraufhin auf ihr Studium, um danach einen erträglichen Posten zu bekleiden und mit ihrer Schwester zusammen zu leben. Auf einer Fahrt zu ihrem Vater, dem bürgerlich-liberalen Arzt Dmitri Stepanowitsch Bulawin, trifft sie auf dem Dampfer zufällig Telegin wieder. Dieser hat nach einem Streik, infolgedessen ein Arbeiter von Kosaken erschossen wurde, im Stahlwerk gekündigt, und möchte nun zu Verwandten reisen. In Samara erfährt Dascha vom Attentat von Sarajevo, interessiert sich aber zunächst kaum dafür. Auf Anraten des Vaters fährt sie auf die Krim, um mit Nikolai zu sprechen. Vor Ort trifft sie Bessonow wieder und kann sich dessen Zudringlichkeiten nur mit Mühe entziehen. Auch Telegin besucht sie in Jewpatorija, jedoch nur um sich zu verabschieden, da er eingezogen wurde. An der Front erhält er Liebesbriefe von ihr, die ihm moralischen Halt geben. Bei einem Gefecht mit österreichischen Truppen erleidet der Ingenieur eine Verwundung und wird anschließend vermisst. Telegins Untermieter, der Journalist Antoschka Arnoldow, schreibt derweil begeistert für den Krieg und grämt sich über jeden Pessimismus in dieser Sache. Jelisaweta Kijewna Rastorgujewa, die ebenfalls bei Telegin wohnte, bittet inzwischen Dascha, ihr über Nikolai eine Anstellung zu verschaffen. Zusammen mit Dascha und der zurückgekehrten Katja arbeitet sie kurze Zeit später in einem Lazarett. Die Smokownikows finden oberflächlich wieder zueinander und nachdem Katja eine gefährliche Lungenentzündung überstanden hat, leben sie vorübergehend in einem Dorf nahe Moskau. Jelisaweta nähert sich derweil dem verwundeten Offizier Shadow an, der sie jedoch nur ausnutzt.
Zurück in Moskau trifft Dascha Bessonow, der auf dem Weg zur Front ist und sich bei ihr entschuldigen möchte, was sie indirekt annimmt. Der Dichter wird wenig später von einem Deserteur umgebracht. Telegin gelingt derweil beim dritten Versuch die Flucht aus der Gefangenschaft und die Rückkehr nach Russland. Nach einem kurzen Besuch bei Dascha erhält er eine Stelle an seinem alten Arbeitsplatz, wo unter den Angestellten mittlerweile eine revolutionäre Stimmung herrscht. In Petrograd wird er auch zufällig Zeuge, wie der schwer verletzte Rasputin von seinen Attentätern in die Newa geworfen wird. Anfang 1917 besucht er Dascha in Moskau, wo noch eine oberflächliche Ruhe herrscht, während viele Menschen aber insgeheim oder im Rahmen politischer Versammlungen ihre oppositionelle Haltung zeigen. Auch Arnoldow schreibt mittlerweile begeistert für die Februarrevolution. Shadow reist ebenfalls nach Moskau, jedoch nur, um mit einem Komplizen ein Juweliergeschäft auszurauben.
Dascha und Iwan heiraten und kehren nach Petrograd zurück. Nachdem Katja Mitteilung erhält, dass Nikolai, der inzwischen zum Kriegskommissar ernannt wurde, ums Leben gekommen ist, löst sie die ehemalige gemeinsame Wohnung auf und reist zu ihrer Schwester. Emotionalen Halt findet sie in dem Offizier Wadim Petrowitsch Rostschin, einem alten Bekannten. Im Gegensatz zu Telegin steht er den Forderungen der Arbeiter und kriegsmüden Soldaten mit Unverständnis gegenüber. Bei einem Spaziergang sehen er und Katja zufällig Lenin am Hauptquartier der Bolschewiki eine Rede halten.

### Zweites Buch.Das Jahr achtzehn
Originaltitel: Книга вторая – «Восемнадцатый год» (Kniga wtoraja – «Wosemnadzaty god»)
In Petrograd herrschen Versorgungsengpässe und Telegin sucht erfolglos Arbeit. Dascha ist betrübt, da sie infolge eines Raubüberfalls eine Frühgeburt erlitt und das Kind wenig später starb. Telegins ehemaliger Kollege Wassili Rubljow agitiert für die Bolschewiki, denen sich auch der Ingenieur heimlich verbunden fühlt, obwohl ihn seine gesellschaftliche Stellung von ihnen trennt. Rostschin, mittlerweile Katjas Ehemann, erleidet nach Zusammenstößen mit Revolutionären eine Verletzung und fährt mit ihr zu seinem Schwiegervater nach Samara. Dieser ist von den politischen Ereignissen enttäuscht und hofft auf einen Sieg des Deutschen Reiches. Mittlerweile gehen auch die Truppen um Alexander Koltschak, Anton Denikin und Sergei Markow  gegen die russische Regierung vor.
Die Rostschins siedeln nach Rostow am Don über. Auf der Fahrt begegnet Wadim seinem einstigen Adjutanten Alexej Krassilnikow, dessen Bruder Semjon, ein ehemaliger Matrose und Untergebener Koltschaks, mittlerweile für die Bolschewiki kämpft. In Rostow  lässt sich das Ehepaar zunächst bei Rostschins Armeefreund Tjotkin nieder. Dieser hegt jedoch Sympathien für die kommunistische Regierung, u. a. weil er Zeuge wurde, wie Kosaken Arbeiter öffentlich folterten. Nachdem Katja für Tjotkin Partei ergreift, verlässt Wadim sie und tarnt sich zunächst innerhalb einer Abteilung der Roten Armee, ehe er zu den  Weißen Truppen überläuft und bei Jekaterinodar kämpft. Aufgrund der Ereignisse wird er aber von einigen Kameraden verdächtigt, ein kommunistischer Spion zu sein.
Semjon Krassilnikow kehrt in sein Heimatdorf zurück, wo seine Frau Matrjona und Alexej leben. Letzterer befürwortet zwar die Aufteilung des Rittergutes, verachtet aber die Komitees der Dorfarmut und die Bolschewiki. Als deutsche Truppen in die Sowjetukraine einfallen, wird auch vor Ort der ehemalige Gutsherr wieder eingesetzt und es kommt zu Strafaktionen gegen missliebige Personen. Deutsche Soldaten werden einquartiert und führen Requirierungen durch. Semjon tötet einen von ihnen, da dieser Matrjona vergewaltigen wollte.
Telegin kämpft mittlerweile im Nordkaukasus auf Seiten der Roten Armee. Bei einem Gefecht stehen sich der Ingenieur und sein Schwippschwager Rostschin unwissentlich gegenüber. Der Weißarmist wird wenig später Zeuge von Markows Tod. In Samara betraut die bürgerliche provisorische Regierung Bulawin derweil mit einem Ministerposten. Er spricht sich überzeugt für die rechtsgerichteten Truppen und ihre tschechischen Verbündeten aus, ist aber von deren Vorgehen gegen die Kommunisten auch unangenehm berührt.
Katja, die aufgrund einer Falschmeldung von Rostschins Tod ausgeht, wird während einer Zugreise von Mitgliedern der Machnowschtschina unter persönlicher Führung Nestor Machnos verhaftet und in ein abgeschiedenes Dorf gebracht. Dort trifft sie Alexej Krassilnikow, der den heimatlichen Hof nach der Notwehrtat seines Bruders angezündet hat und geflohen ist.
Dascha erhält in Petrograd Besuch von Nikon Jurjewitsch Kulitschok, einem ehemaligen Gehilfen ihres Schwagers Nikolai, der ihr einen Brief von Katja überbringt. Er arbeitet inzwischen für eine konspirative Abteilung der Weißen Armee und wirbt auch Dascha für eine Aktion an. Sie fährt nach Moskau und wird in eine anarchistische Gruppe eingeschleust, der u. a. ihr alter Bekannter Alexander Shirow sowie Arnoldow und Shadow angehören. Außerdem soll sie unter kommunistischen Arbeitern spionieren und wird dabei Zeugin einer Rede Lenins. Nach mehreren Vorfällen, unter anderem einer versuchten Vergewaltigung durch einen Verbündeten Kulitschoks, geht sie aber auf Distanz zu dessen Gruppe.
Rostschin fährt nach Rostow, um Katja zu besuchen. Dort informiert ihn Tjotkin, der seinen alten Freund ebenfalls für tot hielt, von ihrer Abreise. Rostschin fährt ihr hinterher und trifft am Bahnhof auf Telegin, der sich auf einer geheimen Mission befindet, deren Ziel der Sturz des hochrangigen und eigenmächtig handelnden Rotarmisten Iwan Lukitsch Sorokin ist. Trotz der politischen Differenzen verrät der Weißarmist seinen Schwippschwager nicht. Telegin fährt nach Samara und sucht seinen Schwiegervater auf, der ihn jedoch an die rechten Truppen verraten will. Die ebenfalls anwesende Dascha verhilft ihm zur Flucht und bricht mit ihrem Vater. In der darauffolgenden Nacht tötet Telegin den Chef der örtlichen Spionageabwehr, der vergeblich versuchte ihn zu verhaften und mit dem Bulawin seine Tochter zu verkuppeln suchte.
Im weiteren Verlauf des Bürgerkrieges wird ein Teil die Schwarzmeerflotte, für die Semjon  Krassilnikow wieder dient, versenkt, um eine Übernahme durch gegnerische Truppen zu verhindern. Der zunehmend unberechenbare Iwan Sorokin wird verhaftet und hingerichtet. Um Konterrevolutionäre und ausländische Invasionstruppen zurückzuschlagen, greift die Regierung zum „Roten Terror“.

### Drittes Buch.Trüber Morgen
Originaltitel: Книга третья – «Хмурое утро» (Kniga tretja – «Chmuroje utro»)
Dascha und der ehemalige Priesteranwärter Kusma Kusmitsch Nefedow wandern nach einer Zughavarie durch die Steppe und werden von Rotarmisten gestellt, bei denen sie trotz anfänglichem Misstrauen bleiben dürfen. Kusma wird als Schreiber und für die Bolschewiki agitierender Geistlicher eingesetzt, Dascha arbeitet in einer Sanitätsabteilung. Hier trifft sie auf ihren Mann, der mittlerweile eine Batterie befehligt und bei einem Gefecht schwer verwundet wurde. Nach seiner Genesung nimmt er den Frontdienst wieder auf, mit ihm zusammen dient sein ehemaliger Untermieter Saposhkin. Unterstützung erhalten die Rotarmisten von der Truppe Semjon Budjonnys. Zur Hebung der Moral plant die Kommandantur die Einrichtung eines Fronttheaters, in dem Dascha Schillers Die Räuber inszenieren soll. Nachdem sich die Vorbereitungen durch Kämpfe verzögern, wird das Stück dennoch auf eine provisorische Bühne gebracht. Daschas Stimmung hebt sich durch den Erfolg und sie plant, Othello zu inszenieren.
Rostschin trifft zufällig einen deutschen Soldaten, der ihm von Katja berichtet, die er während einer Zugfahrt kennenlernte. Der Weißarmist desertiert daraufhin und konzentriert sich ganz auf die Suche nach ihr. In Guljai-Pole wird er von der Spionageabwehr der Machnowschtschina verhaftet und trifft persönlich mit Machno zusammen. Katja ist derweil mit Alexej, der sie heiraten möchte, und Matrjona in deren Heimatdorf zurückgekehrt. Alexej plant dort den Wiederaufbau der niedergebrannten Wirtschaft.
Denikin erhält in Petrograd Nachricht über die Intervention französischer und griechischer Truppen in der Ukraine. Außerdem greifen französische und britische Truppen in den Kampf gegen die kommunistische Regierung ein. Zugleich zweifeln jedoch in den mit ihm verbündeten Kosakenverbänden zunehmend Kämpfer am Sinn des Bürgerkrieges und möchten sich mit den Bolschewiki arrangieren. Die Erfolge der ihm feindlichen Partisanen- und Bauernverbände sowie über die Popularität seines eigentlichen Verbündeten Koltschak setzen Denikin aber mental zu.
Durch die Kooperation Machnos mit Truppen der Roten Armee zur Eroberung Jekaterinoslaws gerät Rostschin in den Dienst der Regierungstruppen und nimmt erfolgreich an der Militäroperation teil. Die weißen Truppen starten jedoch eine Gegenoffensive und führende Mitglieder der Machnowtschina fliehen. Auch Telegins Truppe muss sich aufgrund heftiger Angriffe der weißen Armee zurückziehen. Bei den Gefechten kommt der Kommissar und werdende Vater Iwan Gora ums Leben, dem seine Genossen ein feierliches Begräbnis bescheiden.
Katja arbeitet in Alexejs Dorf als Lehrerin. Nach einem vergeblichen Annäherungsversuch an ihr verlässt der mittlerweile Alkoholkranke den Ort und schließt sich einer Gruppe sowjetfeindlicher Marodeure an. Diese wird später von Rostschins Truppe aufgerieben. Aufgrund des Vorrückens weißer Verbände ist Katja zu diesem Zeitpunkt aber schon evakuiert worden. Sie kehrt nach Moskau zurück, um dort als Lehrerin zu arbeiten und dem Volkskommissar Anatoli Lunatscharski Mitteilungen von der Front zu überbringen.
Zarizyn wird von Pjotr Wrangels Truppen angegriffen, die an Flecktyphus erkrankte Dascha und ihre Genossin Anissja können den Ort dank Kusmas Hilfe per Fähre verlassen. Telegin wird versetzt und trifft wieder mit Rostschin zusammen, der nun zu seinen Vorgesetzten gehört. Beide schließen sich Budjonnys Trupp an, der gegen die Einheiten von Konstantin Mamontow und Andrei Schkuro kämpft. Nach einer Verwundung erhält Rostschin Urlaub und reist nach Moskau, wo er Katja wieder trifft. Nach einiger Zeit reisen auch die wiedervereinigten Dascha und Telegin sowie Anissja und der Rotarmist Latugin in die Hauptstadt. Am Ende besuchen sie gemeinsam einen Vortrag Gleb Krschischanowskis im Bolschoi-Theater, bei dem er über die Nutzung der natürlichen Ressourcen Russlands für die Energiegewinnung referiert. Auch Lenin und Stalin befinden sich unter den Zuhörern. Insbesondere Telegin ist von den Ausführungen begeistert und plant, mit Dascha in den Ural zu fahren.

## Veröffentlichungen
Die Trilogie erschien im Original zwischen 1920 und 1941. Der erste Band wurde ursprünglich in Paris in der Emigrantenzeitschrift Sowremennyje sapiski herausgegeben, 1922 erschien er außerdem in Berlin. Die deutschsprachige Urfassung trug noch den Titel Höllenfahrt. 1925 wurde das Werk erstmals, inhaltlich überarbeitet, in der Sowjetunion verlegt. 1929 folgte Das Jahr Achtzehn. Den dritten Band beendete Tolstoi am 22. Juni 1941, dem Tag des Überfalls der Wehrmacht auf die UdSSR. 1943 erschien die Trilogie erstmals gemeinsam.
Ab Mitte der 1940er Jahre wurden deutschsprachige Fassungen der Trilogie publiziert, zunächst über den Verlag für fremdsprachige Literatur in Moskau und den SWA-Verlag, später durch den Aufbau Verlag. Auch der Goldmann Verlag in München gab Der Leidensweg heraus.

## Rezeption
Tolstoi wurde für sein Werk 1943 mit dem Stalinpreis ausgezeichnet.
Ralf Schröder bezeichnete Der Leidensweg als „sozialpsychologische[r]n Roman über die große Zeitenwende in Rußland“ und verglich die Trilogie mit Goethes Faust. Zudem sah er den Autor in einer Reihe mit bekannten russischen Schriftstellern wie Fjodor Dostojewski und Leo Tolstoi. Harri Jünger befasste sich in Chronist der Zeitenwende Alexej Tolstoi und seine Romantrilogie "Der Leidensweg" mit dem Werk.
In einer 1996 herausgegebenen Studie zum sozialistischen Realismus in der Literatur wurde Tolstoi bescheinigt, die positive Einstellung russischer Intellektueller zu den Ideen der Bolschewiki dargestellt zu haben. Er wurde damit in den Gegensatz zu Michail Bulgakow und seinem Drama Die Flucht gestellt.

## Adaptionen
1953 wurde in Perm die gleichnamige Oper von Antonio Spadawekkia uraufgeführt.
Nikolai Grizenko verfilmte Tolstois Geschichte zwischen 1957 und 1959 in drei Teilen. Der Regisseur spielte darin selbst die Rolle des Wadim Rostschin.
Die Romantrilogie war außerdem Vorlage für gleichnamige Fernsehfilmreihen aus den Jahren 1977 und 2017.